# Kaillie Humphries
Kaillie Humphries (Calgary, 4 settembre 1985) è una bobbista canadese, dal novembre 2019 gareggia per la nazionale statunitense. Ha vinto due medaglie d'oro olimpiche consecutive, a Vancouver 2010 e a Soči 2014, una d’oro a Pechino 2022 e quella di bronzo a Pyeongchang 2018; ha inoltre conquistato quindici medaglie mondiali, tra cui quattro titoli iridati vinti nel bob a due (record) e uno nel monobob, nonché sei trofei di Coppa del Mondo, risultati che la pongono tra le atlete più vincenti di sempre nel bob femminile insieme alla tedesca Sandra Kiriasis.
Nata Simundson, assunse il cognome Humphries in seguito al matrimonio con il bobbista britannico Dan Humphries, da cui divorziò nel 2014; ha poi mantenuto il cognome dell'ex marito anche dopo il secondo matrimonio con l'ex bobbista statunitense Travis Armbruster, celebrato nel 2019.

## Carriera
Sino all'età di 16 anni Kaillie Humphries praticava lo sci alpino ma dovette interrompere la carriera a seguito di un grave incidente che provocò dei traumi agli arti inferiori.

### Gli inizi da frenatrice
Ripresasi dall'infortunio, passò al bob nel 2002 per poi iniziare a competere professionalmente dal 2004 come frenatrice per la squadra nazionale canadese. Debuttò in Coppa del Mondo nella stagione 2004/05, il 25 novembre 2004 a Winterberg dove si classificò al dodicesimo posto nel bob a due con Helen Upperton. Si distinse nelle categorie giovanili vincendo la medaglia d'argento ai mondiali juniores di Igls 2006, sempre con la Upperton. Ha inoltre gareggiato ai campionati mondiali di Schönau am Königssee 2004 da frenatrice, piazzandosi ottava con Helen Upperton.

### La carriera da pilota
Nell'inverno del 2006 la Humphries passò al ruolo di pilota, debuttando in Coppa Europa nella stagione 2006/07 e ottenendo un'altra medaglia d'argento mondiale nella categoria juniores ad Altenberg 2007.

#### Coppa del Mondo

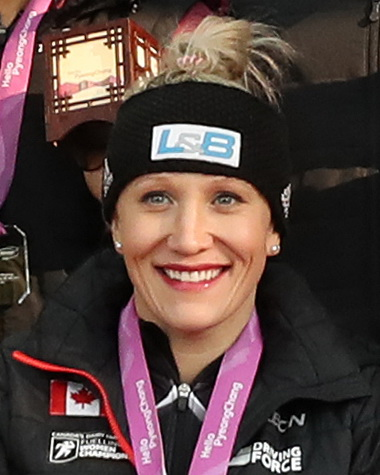
Kaillie Humphries a Pyeongchang nel 2017

Esordì in Coppa del Mondo nel nuovo ruolo all'avvio della stagione 2007/08, il 30 novembre 2007 a Calgary dove giunse quarta al traguardo. Centrò il suo primo podio il 25 novembre 2007 a Lake Placid (3ª nel bob a due) e la sua prima vittoria il 19 dicembre 2009 ad Altenberg con la frenatrice Heather Moyse. Conquistò la sua prima Coppa di bob a due nel 2012-13 vincendo sei gare su nove e interrompendo il dominio delle atlete tedesche che perdurava dal 2001/02, bissò il successo nella stagione successiva portando a casa la coppa per un solo punto sulla statunitense Elana Meyers; conquistò la sua terza sfera di cristallo nel 2015/16 e la quarta nel 2017/18.
Insieme alle frenatrici Melissa Lotholz, Cynthia Appiah e Genevieve Thibault, Kaillie Humphries è stata altresì la prima donna a condurre un equipaggio tutto al femminile in una gara di bob a quattro in Coppa del Mondo, competendo contro i colleghi maschi a Lake Placid il 6 gennaio 2016 durante la quarta tappa della stagione 2015/16. Terminarono al diciassettesimo e ultimo posto con un distacco di 4 secondi e 77 centesimi dal vincitore Maximilian Arndt e a 2"67 dal sedicesimo classificato, il britannico John James Jackson.

#### Giochi olimpici

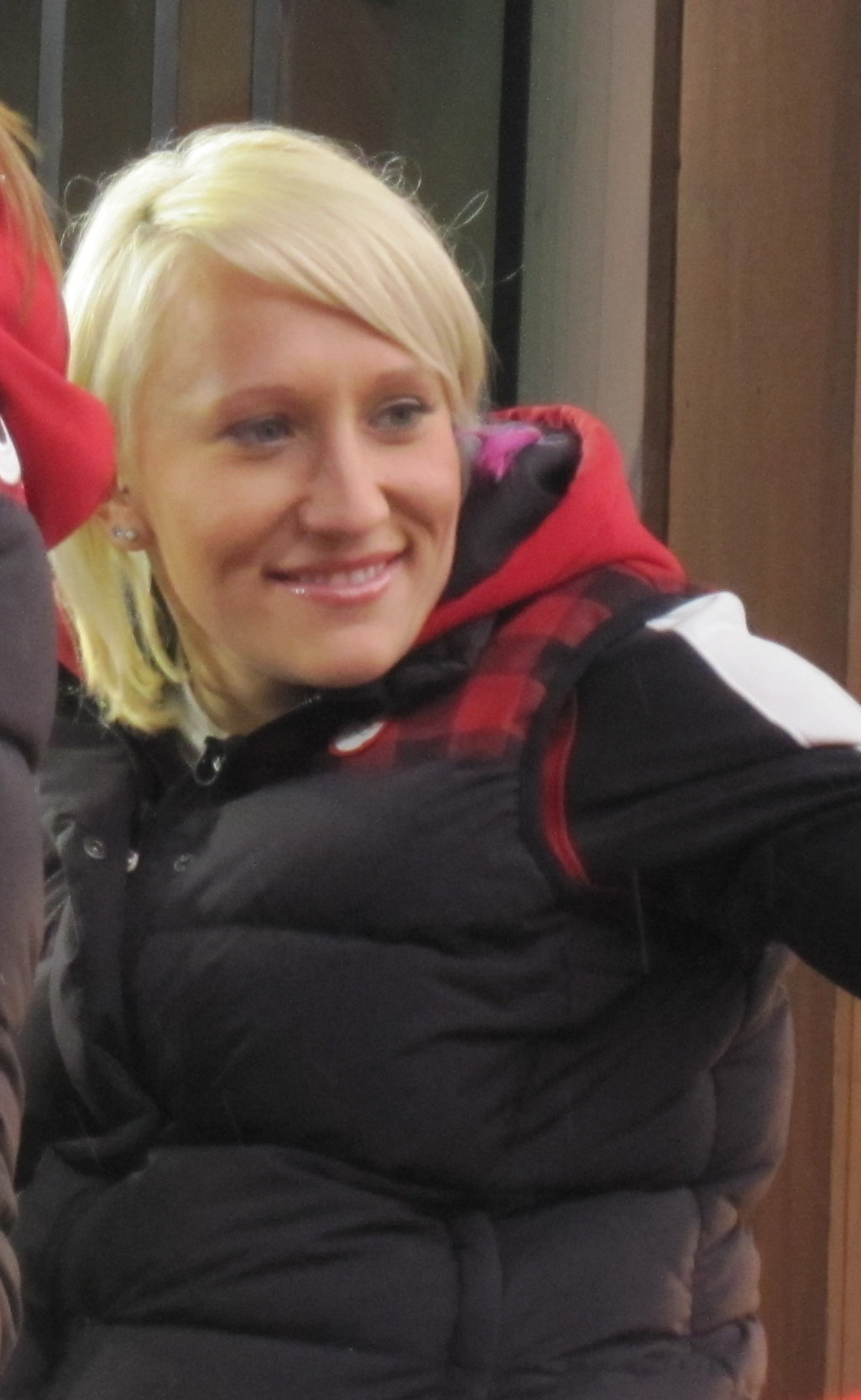
Kaillie Humphries a Whistler durante le olimpiadi di

Ha partecipato a quattro edizioni dei Giochi olimpici invernali: a Vancouver 2010 ha vinto la medaglia d'oro nel bob a due, in squadra con Heather Moyse, davanti alle connazionali Helen Upperton e Shelley-Ann Brown e alle statunitensi Erin Pac ed Elana Meyers. Quattro anni dopo, ai Giochi di Soči 2014, si è confermata campionessa olimpica, sempre insieme a Heather Moyse, diventando entrambe le prime donne nella storia del bob ad aver bissato il titolo olimpico; in virtù di questo risultato venne designata dal Comitato Olimpico Canadese, assieme alla Moyse, quale portabandiera della delegazione canadese ai giochi per la cerimonia di chiusura della manifestazione. Vinse la sua terza medaglia olimpica, stavolta di bronzo, a Pyeongchang 2018 con la frenatrice Phylicia George. Ha vinto la medaglia d’oro a Pechino 2022 nel monobob, risultato che la pone in testa tra le atlete più medagliate alle Olimpiadi.

#### Campionati mondiali

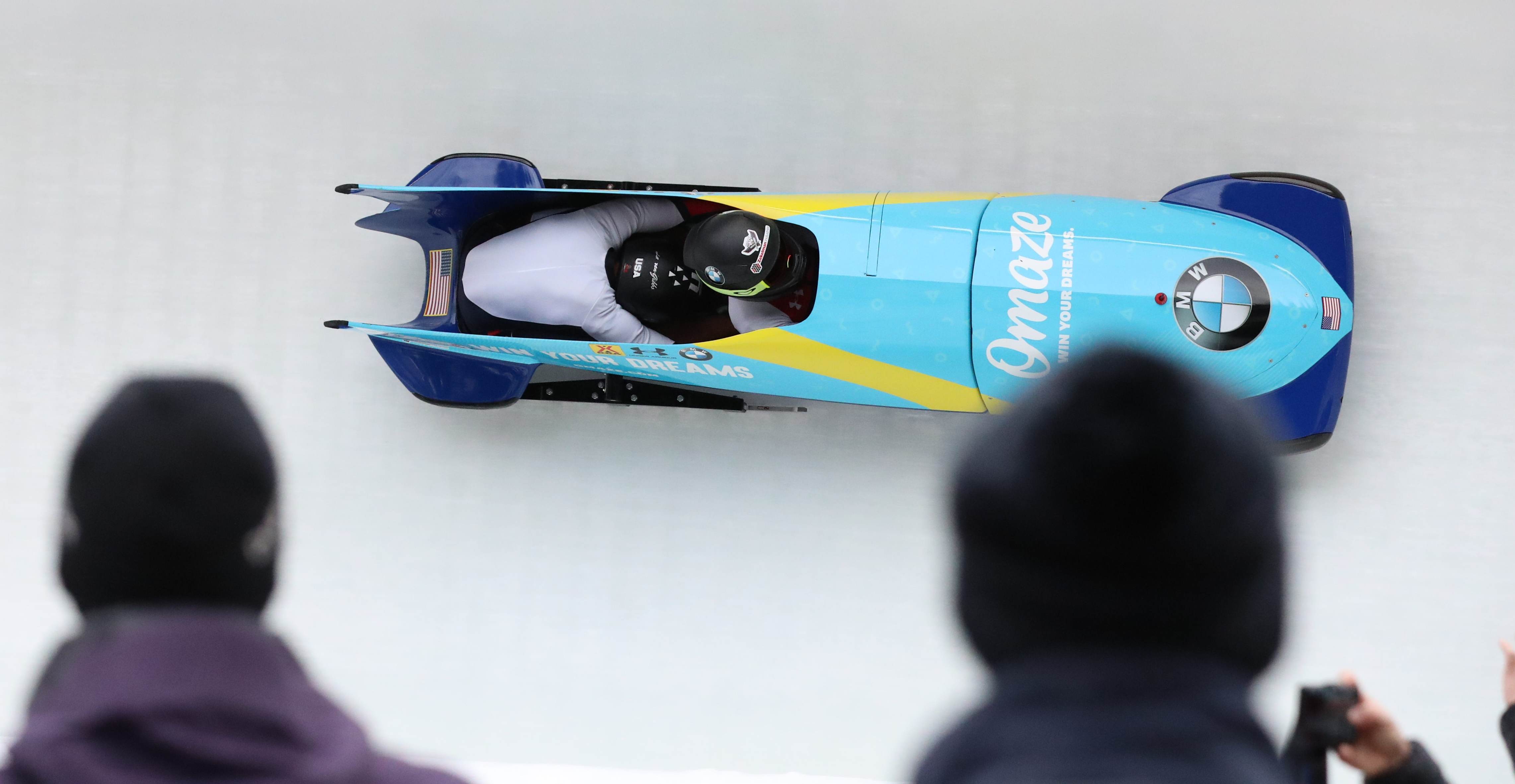
Kaillie Humphries in gara ai mondiali di Altenberg 2020

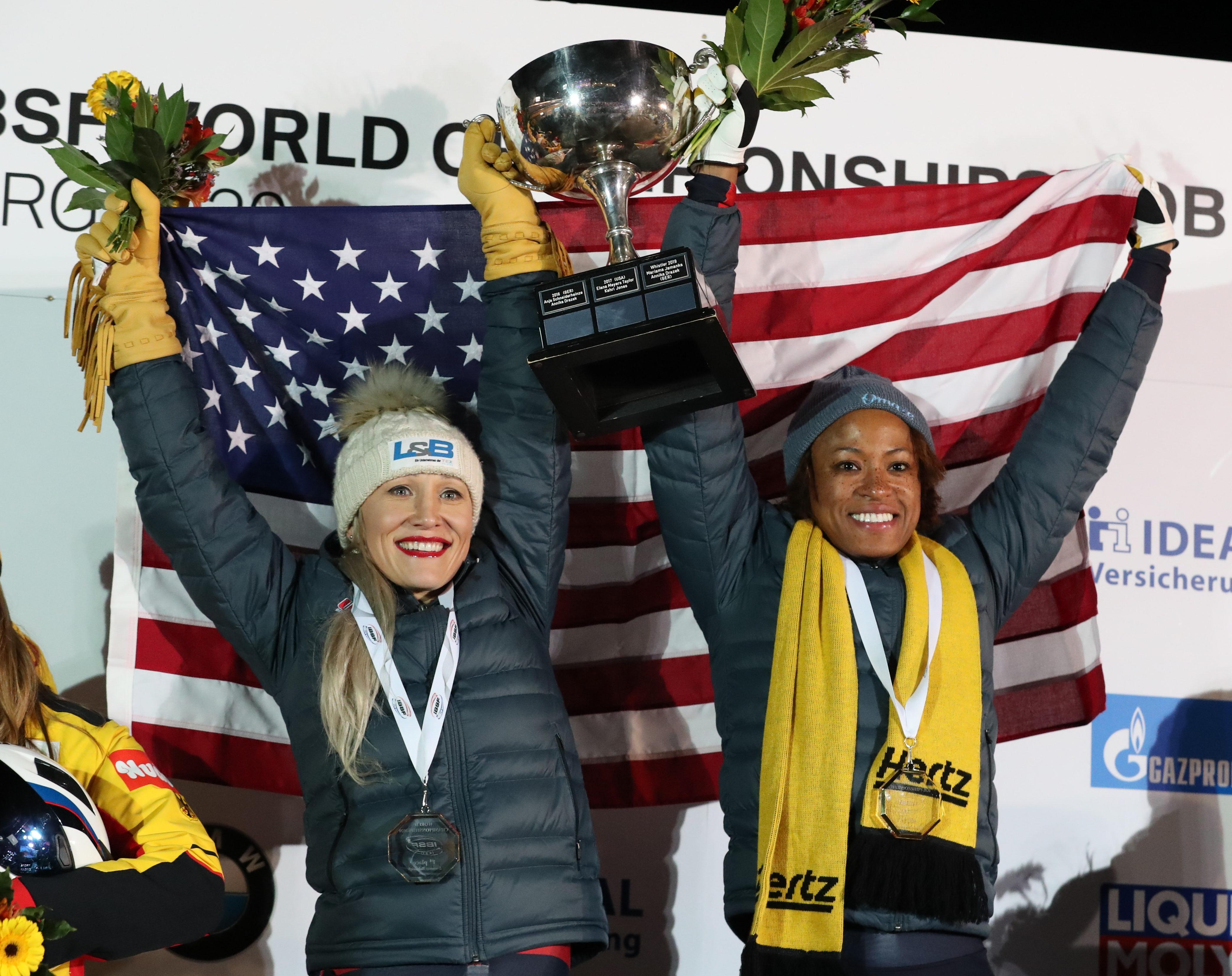
Kaillie Humphries (a sinistra) e Lauren Gibbs sollevano il trofeo di campionesse del mondo, il terzo per la canadese, vinto ad Altenberg 2020

Ha preso parte altresì a ulteriori dieci edizioni dei campionati mondiali da pilota, conquistando un totale di tredici medaglie, delle quali cinque d'oro. Detiene il record di titoli iridati vinti nel bob a due femminile (quattro), davanti alle tedesche Sandra Kiriasis e Romy Logsch, ferme a quota tre, mentre è al secondo posto tra le atlete più medagliate in assoluto ai mondiali a quota dodici medaglie conquistate, stavolta preceduta di una lunghezza dalla stessa Kiriasis. 
Nel dettaglio i suoi risultati da pilota nelle prove iridate sono stati, nel monobob: medaglia d'oro ad Altenberg 2021; nel bob a due: quinta ad Altenberg 2008, quinta a Lake Placid 2009, medaglia di bronzo a Schönau am Königssee 2011 in coppia con Heather Moyse, medaglia d'oro a Lake Placid 2012 con Jennifer Ciochetti, medaglia d'oro a Sankt Moritz 2013 con Chelsea Valois, settima a Winterberg 2015, medaglia d'argento a Igls 2016 con Melissa Lotholz, medaglia d'argento a Schönau am Königssee 2017 con Melissa Lotholz, medaglia d'oro ad Altenberg 2020 con Lauren Gibbs, medaglia d'oro ad Altenberg 2021 con Lolo Jones e medaglia di bronzo a Sankt Moritz 2023 con Kaysha Love; nel bob a quattro: ventisettesima a Winterberg 2015, dove pilotò un equipaggio composto da altri tre frenatori uomini; nella gara a squadre: medaglia d'argento ad Altenberg 2008, medaglia di bronzo a Schönau am Königssee 2011, medaglia di bronzo a Lake Placid 2012, medaglia di bronzo a Sankt Moritz 2013, medaglia di bronzo a Winterberg 2015, quinta a Igls 2016 e nona a Schönau am Königssee 2017. Delle sei medaglie colte nel bob a due cinque sono state vinte gareggiando con altrettante diverse frenatrici.
Ha inoltre vinto due titoli nazionali nel bob a due.

#### 2019: il passaggio alla squadra statunitense
A partire dal novembre del 2019 gareggia per la squadra nazionale statunitense dopo essere convolata in seconde nozze con l'ex bobbista Travis Armbruster. Humphries dichiarò inoltre che nell'ultimo periodo in seno alla squadra canadese subì pressioni psicologiche da parte del suo allenatore, l'ex bobbista Todd Hays, per circa due anni, vicenda che la portò poi a passare alla squadra a stelle e strisce. Esordì con la nuova nazionalità a Lake Placid, nella prima gara della Coppa Nordamericana 2019/20. Nel circuito delle World Series di monobob femminile andò per la prima volta a podio, vincendo la gara, il 16 gennaio 2021 a Sankt Moritz nella sesta tappa della stagione 2020/21, e concludendo l'annata al quindicesimo posto in classifica generale.

## Palmarès

### Olimpiadi
- 4 medaglie:
  - 3 ori (bob a due a Vancouver 2010; bob a due a Soči 2014; monobob a Pechino 2022)
  - 1 bronzo (bob a due a Pyeongchang 2018)

### Mondiali
- 15 medaglie:
  - 5 ori (bob a due a Lake Placid 2012; bob a due a St. Moritz 2013; bob a due ad Altenberg 2020; monobob, bob a due ad Altenberg 2021);
  - 4 argenti (gara a squadre ad Altenberg 2008; bob a due a Igls 2016; bob a due a Schönau am Königssee 2017; monobob a Sankt Moritz 2023);
  - 6 bronzi (bob a due, gara a squadre a Königssee 2011; gara a squadre a Lake Placid 2012; gara a squadre a St. Moritz 2013; gara a squadre a Winterberg 2015; bob a due a Sankt Moritz 2023).

### Mondiali juniores
- 2 medaglie:
  - 2 argenti (bob a due ad Igls 2006; bob a due ad Altenberg 2007).

### Coppa del Mondo
- Vincitrice della classifica generale nel bob a due nel 2012/13, nel 2013/14, nel 2015/16 e nel 2017/18.
- Vincitrice della classifica generale nel monobob nel 2022/23.
- Vincitrice della classifica generale nella combinata nel 2022/23.
- 77 podi (7 nel monobob, 66 nel bob a due, 4 nelle gare a squadre):
  - 35 vittorie (4 nel monobob, 30 nel bob a due, 1 nelle gare a squadre);
  - 17 secondi posti (2 nel monobob, 13 nel bob a due, 1 nelle gare a squadre);
  - 25 terzi posti (1 nel monobob, 22 nel bob a due, 2 nelle gare a squadre).

#### Coppa del Mondo - vittorie
| Data             | Luogo                | Paese       | Disciplina                                                                                    |
| ---------------- | -------------------- | ----------- | --------------------------------------------------------------------------------------------- |
| 19 dicembre 2009 | Altenberg            | Germania    | a due con Heather Moyse                                                                       |
| 9 dicembre 2011  | La Plagne            | Francia     | a due con Emily Baadsvik                                                                      |
| 3 febbraio 2012  | Whistler             | Canada      | a due con Emily Baadsvik                                                                      |
| 10 febbraio 2012 | Calgary              | Canada      | a due con Jennifer Ciochetti                                                                  |
| 9 novembre 2012  | Lake Placid          | Stati Uniti | a due con Chelsea Valois                                                                      |
| 16 novembre 2012 | Park City            | Stati Uniti | a due con Chelsea Valois                                                                      |
| 23 novembre 2012 | Whistler             | Canada      | a due con Chelsea Valois                                                                      |
| 8 dicembre 2012  | Winterberg           | Germania    | a due con Chelsea Valois                                                                      |
| 8 dicembre 2012  | Winterberg           | Germania    | Gara a squadre con Chelsea Valois, Eric Neilson, Cassie Hawrysh, Lyndon Rush e Neville Wright |
| 14 dicembre 2012 | La Plagne            | Francia     | a due con Chelsea Valois                                                                      |
| 11 gennaio 2013  | Schönau am Königssee | Germania    | a due con Chelsea Valois                                                                      |
| 30 novembre 2013 | Calgary              | Canada      | a due con Heather Moyse                                                                       |
| 14 dicembre 2013 | Lake Placid          | Stati Uniti | a due con Heather Moyse                                                                       |
| 11 gennaio 2014  | Sankt Moritz         | Svizzera    | a due con Heather Moyse                                                                       |
| 27 novembre 2015 | Altenberg            | Germania    | a due con Melissa Lotholz                                                                     |
| 11 dicembre 2015 | Schönau am Königssee | Germania    | a due con Melissa Lotholz                                                                     |
| 15 gennaio 2016  | Park City            | Stati Uniti | a due con Melissa Lotholz                                                                     |
| 23 gennaio 2016  | Whistler             | Canada      | a due con Melissa Lotholz                                                                     |
| 3 dicembre 2016  | Whistler             | Canada      | a due con Cynthia Appiah                                                                      |
| 6 gennaio 2017   | Altenberg            | Germania    | a due con Melissa Lotholz                                                                     |
| 9 novembre 2017  | Lake Placid          | Stati Uniti | a due con Melissa Lotholz                                                                     |
| 24 novembre 2017 | Whistler             | Canada      | a due con Melissa Lotholz                                                                     |
| 7 gennaio 2018   | Altenberg            | Germania    | a due con Phylicia George                                                                     |
| 7 dicembre 2019  | Lake Placid          | Stati Uniti | a due con Lauren Gibbs                                                                        |
| 14 dicembre 2019 | Lake Placid          | Stati Uniti | a due con Lauren Gibbs                                                                        |
| 25 gennaio 2020  | Schönau am Königssee | Germania    | a due con Sylvia Hoffman                                                                      |
| 1º febbraio 2020 | Sankt Moritz         | Svizzera    | a due con Lauren Gibbs                                                                        |
| 31 gennaio 2021  | Innsbruck            | Austria     | a due con Lolo Jones                                                                          |
| 5 dicembre 2021  | Altenberg            | Germania    | a due con Kaysha Love                                                                         |
| 2 dicembre 2022  | Park City            | Stati Uniti | monobob                                                                                       |
| 18 dicembre 2022 | Lake Placid          | Stati Uniti | a due con Kaysha Love                                                                         |
| 14 gennaio 2023  | Altenberg            | Germania    | monobob                                                                                       |
| 21 gennaio 2023  | Altenberg            | Germania    | monobob                                                                                       |
| 22 gennaio 2023  | Altenberg            | Germania    | a due con Kaysha Love                                                                         |
| 18 febbraio 2023 | Sigulda              | Lettonia    | monobob                                                                                       |

### World Series di monobob femminile
- Miglior piazzamento in classifica generale: 15ª nel 2020/21.
- 5 podi:
  - 3 vittorie;
  - 1 secondo posto;
  - 1 terzo posto.

#### World Series di monobob femminile - vittorie
| Data            | Luogo                | Paese    |
| --------------- | -------------------- | -------- |
| 16 gennaio 2021 | Sankt Moritz         | Svizzera |
| 23 gennaio 2021 | Schönau am Königssee | Germania |
| 4 dicembre 2021 | Altenberg            | Germania |

### Campionati canadesi
- 2 medaglie:
  - 2 ori (bob a due a Calgary 2015[9]; bob a due a Calgary 2017[10]).

### Circuiti minori

#### Coppa Europa
- 2 podi (nel bob a due):
  - 2 vittorie.

#### Coppa Nordamericana
- Miglior piazzamento in classifica generale nel bob a due: 10ª nel 2019/20;
- 8 podi (tutti nel bob a due):
  - 3 vittorie;
  - 2 secondi posti;
  - 3 terzi posti.